# Mats Karlsson (ekonom)
Mats Karlsson, född 1956, är en svensk ekonom.
Mats Karlsson är son till Erik Karlsson. Han utbildade sig i filosofi och ekonomi på Stockholms universitet samt i att spela basfiol på musikakademierna i Wien och Prag 1977–79. Åren 1980–83 var han basist i Stockholms filharmoniska orkester och i Radiosymfonikerna. 
Han arbetade från 1983 på SIDA med bland annat bistånd till östra Afrika och anti-apartheidrörelsen. Han har också varit chefsekonom på Utrikesdepartementet och var sekreterare i den av Ingvar Carlsson ledda Commission on Global Governance ("Kommission för globalt samarbete") 1992–94 samt statssekreterare 1994–99 för bistånd och samarbete med Central- och Östeuropa.
Karlsson var värd i  Sommar i P1 1998.
Från 1999 arbetade han inom Världsbanken. Han var bland annat stationerad i Ghana, ansvarig chef för Världsbankens verksamhet inom Maghreb (regionen Väst- och Nordafrika) samt 1999–2002 Vice President med ansvar för Världsbankens samarbete med FN-organisationerna. Mats Karlsson var från 2009 den förste chefen för Center for Mediterranean Integration i Marseille i Frankrike, vilken inrättades av bland annat Världsbanken. År 2014–2018 var han direktör för Utrikespolitiska institutet i Stockholm.
Karlsson utnämndes 2017 till riddare av Hederslegionen.